# أوكتونتس
أوكتونتس هو مسلسل رسوم متحركة من نوع أكشن ومغامرات للأطفال من إنتاج شركة Silvergate Media مكون من 3 مواسم و 116 حلقة (+ 4 حلقات خاصة). عرضت النسخة الأصلية من البرنامج على قناة سي بيبيز منذ 4 أكتوبر 2010 إلى 30 مارس 2021.

## الدبلجة
تمت دبلجة المسلسل من طرف مركز الزهرة في 2020. وتم بثه على قناة سبيستون